# Stephen Milne
Stephen Milne (Inverness, 29 aprile 1994) è un ex nuotatore britannico.

## Carriera
Specializzato nello stile libero, ha vinto la medaglia d'argento alle Olimpiadi di Rio de Janeiro 2016 nella staffetta 4x200m.

## Palmarès
- Giochi olimpici

Rio de Janeiro 2016: argento nella 4x200m sl.
- Mondiali

Budapest 2017: oro nella 4x200m sl.
- Europei

Berlino 2014: oro nella 4x100m misti.
Glasgow 2018: oro nella 4x200m sl e bronzo nella 4x200m sl mista.
- Giochi del Commonwealth

Glasgow 2014: argento nella 4x200m sl.
Gold Coast 2018: bronzo nella 4x100m sl e nella 4x200m sl.
Birmingham 2022: bronzo nella 4x200m sl e nella 4x100m misti.